# Kaminokuni, Hokkaidō
Kaminokuni (上ノ国町 Kaminokuni-chō) là thị trấn thuộc huyện Hiyama, phó tỉnh Hiyama, Hokkaidō, Nhật Bản. Tính đến ngày 1 tháng 10 năm 2020, dân số ước tính thị trấn là 4.306 người và mật độ dân số là 7,9 người/km2. Tổng diện tích thị trấn là 547,58 km2.